# تشيريتو غروي
تشيريتو غروي (بالإيطالية: Cerreto Grue)‏ هي بلدية في مقاطعة ألساندريا في إقليم بييمونتي في إيطاليا.

## السكان
في سنة 1861 بلغ عدد السكان 448 نسمة، وتطور العدد ليصل في سنة 2011 لـ 325 نسمة.
يظهر هذا المخطط البياني تطور النمو السكاني لـ تشيريتو غروي